# Gaohu
Le gaohu (chinois simplifié : 高胡 ; pinyin : gāohú ; cantonais Jyutping : gou¹ wu⁴ ; litt. « huqin haut (haut dans le sens aigu ») prononcé en mandarin [kɑ́ʊ̯xǔ]), également appelé yuehu (粤胡 / 粵胡, yuèhú, « Huqin cantonais ») est un instrument à corde à archet chinois développé à partir du erhu dans les années 1920 par le musicien et compositeur Lü Wencheng (吕文成, 1898 — 1981), un compositeur et musicien considéré comme un maître de la musique cantonaise et de la musique populaire du Guangdong. Le gaohu fut développé par lui, en augmentant les hauteurs du erhu et en remplaçant les cordes de soie par des cordes métalliques, ainsi qu'en modifiant la façon de jouer. Il a composé « Lune d'automne sur un lac sans vagues » dans les années trente, resté depuis comme un classique de la musique cantonaise. et utilisé dans la musique et l’opéra cantonais. Le gaohu appartient à la famille des instruments huqin , avec les Zhongdihu (zhōnghú) , erhu, banhu, jinghu et sihu ; la traduction de son nom signifie « huqin aigu ». C'est l'instrument principal des ensembles de musique et d'opéra cantonais. Parmi les pièces bien connues du gaohu figurent Bu bu gao (步步高, haut pas à pas) et Pinghu qiuyue (平湖秋月, Lune d'automne sur un lac paisible.

## Structure
La construction du gaohu est similaire à celle du erhu, mais sa caisse de résonance est légèrement plus petite, généralement circulaire, et est accordée un quatrième plus haut, en G4 et D5. Alors que la plupart des huqins sont placés en haut de la cuisse gauche, le gaohu traditionnel se joue avec la caisse de résonance tenue entre les genoux. Il a un ton plus brillant et plus léger par rapport au erhu. Il a deux cordes et sa caisse de résonance est recouverte en peau de serpent (en python ). Comme sa caisse de résonance est étroite, l'instrument génère un son généralement calme.
Bien qu’à l’origine il fut instrument régional, uniquement utilisé dans la musique cantonaise, le gaohu (sous différentes formes et joué sur la jambe, comme le erhu) est employé dans les grands orchestres chinois modernes, assimilé à la famille des cordes, aux côtés du erhu, zhonghu, banhu, violoncelle et contrebasse.

## Autres Joueurs de gaohu
Les joueurs remarquables de gaohu  autres que Lü Wencheng sont:
- Liu Tianyi (刘天一) (1910–1990)  en chinois
- Yu Qiwei (余其伟) (1953– ) in English  en chinois